# Perikarditida
Perikarditida (latinsky: Pericarditis) je zánětlivé onemocnění osrdečníku (perikardu), tedy vaku obklopujícího srdce.
Mezi příznaky perikarditidy patří bolest na hrudi a teplota. Při poslechu se objevuje třecí šelest a patrné jsou též změny na EKG. Příčiny onemocnění jsou různé. Řadí se mezi ně virové či bakteriální infekce, idiopatické, posttraumatické, pooperační či lékové příčiny, urémie, infarkt myokardu atd.
Probíhají buď jako akutní zánět s tvorbou výpotku (nebezpečí srdeční tamponády) nebo jako chronický zánět s fibrózou perikardu (nebezpečí konstrikce srdce). Bývají součástí systémových chorob.
Léčba perikarditidy se řídí příčinou.